# Valley City (Illinois)
Valley City – wieś w Stanach Zjednoczonych, w stanie Illinois, w hrabstwie Pike.